# Десаи, Морарджи
Мора́рджи Ранчхо́джи Деса́и (хинди मोरारजी देसाई, 29 февраля 1896, Бхадели, Валсад, Бомбейское президентство, Британская Индия (ныне — штат Гуджарат) — 10 апреля 1995, Мумбаи, Индия) — индийский государственный и политический деятель, четвёртый премьер-министр Индии с 24 марта 1977 по 28 июля 1979. Соратник Махатмы Ганди, 10 лет провёл в британских тюрьмах. Глава оппозиции Индире Ганди, находился в одиночном заключении. В 1977 году стал премьер-министром, но в 1979 году ушёл в отставку.

## Биография
Морарджи Ранчходжи Десаи родился в семье деревенского учителя. С 1918 года занимал посты в колониальной администрации Бомбея. В 1930 году присоединился к движению Махатмы Ганди. За это Десаи отсидел около 10 лет в тюрьме. В 1958—1963, 1967—1969, 1977—1979 годах — министр финансов Индии, в 1967—1969 годах — вице-премьер-министр Индии. В 1966 году неудачно пытался стать лидером партии Индийский национальный конгресс.
Перейдя в оппозицию по отношению к премьер-министру Индире Ганди, в 1969 году сформировал партию Джаната. За свою политическую активность находился в одиночном заключении в 1975—1977 годах. Выйдя на свободу, победил на выборах в 1977 году, стал премьер-министром. В 1979 году был вынужден уйти в отставку из-за раскола в партии, в 1980 году прекратил свою политическую карьеру. Умер в 1995 году.

## Факты
- Являлся одним из самых долгоживущих руководителей глав государств и правительств в мире.
- Один из выживших в авиакатастрофе военного Ту-124 в 1977 году.